# Charles-Albert II de Hohenlohe-Waldenbourg-Schillingsfürst
Charles-Albert II, Prince de Hohenlohe-Waldenbourg-Schillingsfürst (21 février 1742 – 14 juin 1796) est le 3e Prince de Hohenlohe-Waldenbourg-Schillingsfürst de 1793 à 1796.

## Biographie
Charles Albert II est le seul enfant de Charles Albert Ier, Prince de Hohenlohe-Waldenburg-Schillingsfürst (1719-1793) et de sa première épouse la princesse Sophie Wilhelmine de Löwenstein-Wertheim-Rochefort (1721-1749), fille de Dominique-Marquard de Löwenstein-Wertheim-Rochefort.
Le 19 mai 1761, il épouse sa cousine la princesse Léopodine de Löwenstein-Wertheim-Rochefort (1739-1765), fille du frère de sa mère, Charles-Thomas de Löwenstein-Wertheim-Rochefort, avec laquelle il a eu deux enfants:
- François de Hohenlohe-Waldenbourg-Schillingsfürst (1762-1762), mort à l'âge de deux mois
- Une fille née et morte le 2 juin 1765

La princesse Léopoldine meurt une semaine plus tard des suites de l'accouchement. 
Le 15 août 1773, Charles-Albert II épouse Judith baronne Reviczky de Revisnye (1751-1836) avec laquelle il a treize enfants:
- Marie Josèphe de Hohenlohe-Waldenbourg-Schillingsfürst (1774-1824), épouse le comte Maximilien Joseph de Holnstein un petit-fils de Charles VII, Empereur du Saint empire Romain par sa maîtresse Marie-Caroline-Charlotte d'Ingenheim (de)
- Charles-Albert III de Hohenlohe-Waldenbourg-Schillingsfürst (1776-1843), successeur de son père, marié deux fois
- Joseph de Hohenlohe-Waldenbourg-Schillingsfürst (1777-1800)
- Marie Thérèse de Hohenlohe-Waldenbourg-Schillingsfürst (1779-1819) marié à Maurice-Christian de Fries
- Françoise de Hohenlohe-Waldenbourg-Schillingsfürst (1780-1783)
- Albert de Hohenlohe-Waldenbourg-Schillingsfürst (1781-1805)
- Antoinette de Hohenlohe-Waldenbourg-Schillingsfürst (1783-1803)
- Frédérique de Hohenlohe-Waldenbourg-Schillingsfürst (née et morte en janvier 1785)
- Éléonore de Hohenlohe-Waldenbourg-Schillingsfürst (1786-1849) célibataire
- François-Joseph de Hohenlohe-Schillingsfürst (1787-1841), fondateur de la branche des ducs de Ratibor et des Princes de Corvey, épouse la princesse Constance de Hohenlohe-Langenbourg
- Caroline de Hohenlohe-Waldenbourg-Schillingsfürst (1789-1799)
- Gabriele de Hohenlohe-Waldenbourg-Schillingsfürst (1791-1863)
- Alexandre de Hohenlohe-Waldenbourg-Schillingsfürst (1794-1849), prêtre catholique romain.

## Sources
- Karl Albrecht II, Fürst zu Hohenlohe-Waldenburg dans Schillingsfürst
- Notices d'autorité :   - VIAF
  - GND
- Notice dans un dictionnaire ou une encyclopédie généraliste :   - Deutsche Biographie